# Flora (Illinois)
Pour les articles homonymes, voir Flora.
Flora est une ville du Comté de Clay dans le sud de l'Illinois, dans la région appelée Little Egypt.
La population était de 5 070 habitants en 2010.